# بیچگروو (شهرستان کافی، تنسی)
بیچگروو (به انگلیسی: Beechgrove) یک منطقهٔ مسکونی در ایالات متحده آمریکا است که در شهرستان کافی، تنسی واقع شده‌است. بیچگروو ۲۶۷٫۰۱ متر بالاتر از سطح دریا واقع شده‌است.